# گمینا لوژنو
گمینا لوژنو (به لهستانی:  Gmina Luzino) یک گمینا در لهستان است که در شهرستان ویهرووو واقع شده‌است. گمینا لوژنو ۱۱۱٫۹۴ کیلومتر مربع مساحت و ۱۲٬۸۸۰ نفر جمعیت دارد.